# Historia Augusta
De Historia Augusta is een bundel van dertig biografische boeken die de levens van keizer Hadrianus tot en met Numerianus (117-284 n.Chr.) beschrijven. De naam Historia Augusta, te vertalen als verheven geschiedenis of geschiedenis van de keizers, werd in 1603 bedacht door de Engelse geleerde Isaac Casaubon.

## Ontstaan
In 1889 heeft Hermann Dessau in zijn artikel Über Zeit und Persönlichkeit der Scriptores Historiae Augustae aangetoond dat Historia Augusta vermoedelijk is geschreven door één auteur aan het eind van de vierde eeuw, tijdens de regering van Theodosius I. Deze ene auteur zou dan, bij wijze van manuscriptfictie, hebben doen voorkomen alsof de tekst in de eerste helft vierde eeuw was geschreven door zes verschillende auteurs.
De aanvaarding van deze these drong slechts langzaam door, maar er zijn vandaag weinig geleerden overgebleven die nog geloven dat de Historia Augusta inderdaad door zes auteurs in de periode 300-350 is geschreven. Als deze moderne visie wordt aanvaard, dan kan het werk, dat alleen heidense keizers beschrijft, worden bezien in de context van de toenmalige polemiek tussen het christendom en de traditionele Romeinse religies.
Tot 1889 werd het werk echter anders bekeken en werd het geaccepteerd zoals het zich leek te presenteren: dertig boeken op naam van zes auteurs, te weten Aelius Lampridius, Aelius Spartianus, Iulius Capitolinus, Vulcacius Gallicanus, Trebellius Pollio en Flavius Vopiscus. Deze auteurs pretenderen te schrijven in de eerste helft van de vierde eeuw, de tijd van de keizers Diocletianus en Constantijn de Grote aan wie de meeste biografieën zijn opgedragen.

## Inhoud
Inhoudelijk beschrijft het werk de levens van zeventig keizers en twee keizerinnen, beginnend bij Hadrianus en eindigend met Numerianus en Carinus (vermoord in 284 en 285). De biografieën concentreren zich op de afstamming, daden en gewoonten van deze heersers, zonder naar verklaringen te streven. De beste informatie is te vinden in de eerste negen, 'primaire' biografieën. Daarna gaat de kwaliteit gestaag achteruit.

## Evaluatie
De Nederlandse historicus Jona Lendering beschouwt de Historia Augusta als een antieke mockumentary: een nep-documentaire, geschreven ten tijde van bijvoorbeeld Julianus Apostata (361-363) (die de Romeinse godenverering in ere herstelde), of ten tijde van Theodosius I (379-395) of Honorius (395-423), met als semi-heimelijke boodschap dat uit de glans van de Romeinse geschiedenis blijkt, dat de pre-christelijke traditionalisten het juist hadden en christendom historisch gezien een on-Romeinse activiteit was. De doelgroep van de auteur zou dan de gelovige niet-christelijke (oftewel heidense) Romeinse senatoriale elite uit zijn tijd zijn geweest.
De auteur zou dan met dit werk een amusant spel verstoppertje hebben gespeeld. Hij introduceert volgens Lendering grote hoeveelheden verzonnen informatie en grote aantallen verzonnen bron-documenten. Ook schildert de auteur bijvoorbeeld een relatief gunstig beeld van keizer Heliogabalus en beschuldigt dan andere auteurs ervan, beschuldigingen tegen Heliogabalus te hebben verzonnen om deze keizer in diskrediet te brengen. De goede verstaander zou dan hebben begrepen dat hij juist die onjuiste beschuldigingen moest geloven.

## Nederlandse vertalingen
- Historia Augusta. Keizers en tegenkeizers in de tweede en derde eeuw, vertaald door John Nagelkerken en ingeleid door Jona Lendering, 2012. ISBN 9789025369552
- Het schandelijke leven van Heliogabalus, de decadentste keizer van Rome, vertaald door Vincent Hunink, 2001. ISBN 9025349749